# 小島亮
小島 亮（こじま りょう、1956年11月19日 - ）は、日本の社会学者、歴史学者、中部大学元教授。近代社会思想史・比較知識社会論専攻。ハンガリーと日本の国際関係についての著作も多い。2006年にハンガリー共和国から「自由の英雄」徽章を授与された唯一の日本人である。

## 経歴
奈良市生まれ。戸籍上は「小嶋」と表記。父は歴史家の小嶋太門、母は美術作家の小嶋十三子。小中学時代を大阪市東成区片江町（現大今里南）で過ごす。1975年桃山学院高校を経て、1979年立命館大学文学部卒業。在学中は岩井忠熊のゼミに所属し、山尾幸久、瀬原義生にも師事した。和田洋一の自宅のあった下鴨神社界隈に下宿していた縁もあって、私淑して毎週のように話を聴きに訪問したと回想している。大学在学中から講座派マルクス主義への違和感を強め、同時に「現前する社会主義」を内在的に理解する決意を固め、東欧研究に専門を転じる。日本におけるユーロコミュニズム的な改革構想の挫折も大きなインパクトを与えたと語っている。1981-83年、東京大学教養学部研究生（指導教官・西川正雄）。この時期に Social Democratic Movement in Prewar Japan, Yale University Press, 1966 の中国語訳（陶慕廉著;赵晨译;周纪荣校 战前日本的社会民主运动 友谊出版 1987）の人名監修を著者のジョージ・オークリー・トッテン三世から頼まれる。ジョージ・オークリー・トッテン三世のストックホルム大学アジア太平洋研究所初代所長就任記念に予定された論文集（未刊行）に準備された英文ドラフト（The emergence of new left thought in postwar Japan）を日本語で書き直し、『ハンガリー事件と日本』と改題して粕谷一希の仲介で中公新書から刊行された。ミリアム・シルババーグの日本留学時代を知り、のちに追悼文を執筆している。福本和夫研究も1920年代ヨーロッパ・モダニズムと日本の同時代との比較知識社会論観点から着手する。1986年シカゴ大学歴史学部客員研究員。1987年より政府交換留学生としてハンガリー科学アカデミー社会学研究所に所属する。1988年からは国立コシュート・ラヨシュ大学（現デブレツェン大学）に博士候補生として在学し、セケレシュ・メリンダを指導教官とする。博士論文 A modernség peremén : összehasonlító tanulmány a magyar és japán agrárradikalizmusról を提出、1991年6月、国立コシュート・ラヨシュ大学から最優等（summa cum laude）にて人文学博士号［511-IV.59/91.Date: 27 June 1991］を授与される。主査はエトヴェシュ・ロラーンド大学教授のネーメディ・デーネシュであった。日本人への博士学位認定は同大学創立以来初めて。
1991-2年ハーヴァード大学ライシャワー研究所客員研究員、1992-3年ハンガリー科学アカデミー社会学研究所研究員を経て、1993-95年リトアニア共和国ヴィータウタス・マグヌス大学人文学部准教授。リトアニア史上初めてのアジア人大学教員である。1996-7年サントリー文化財団鳥居フェロー、1997-9年角川書店『世界史辞典』編集部嘱託などを経て、1999年中部大学国際関係学部助教授、のち教授。2010年から人文学部教授。2022-24年、中部大学特命教授。2024年3月末に退職。在職中に立命館大学文学部、金城学院大学文学部にて非常勤講師を歴任した。2004-2020年まで学術雑誌『アリーナ』[ISSN:1349-0435]編集長を務めた。デブレツェン大学やブダペストのカーロリ・ガシュパール・カルヴァン派大学でも招待教授として頻繁に講義をした。エバーハルト・カール大学テュービンゲン、トランシルヴァニアのオラデア大学にも出講したことがある。
「現前する社会主義」を批判しながらも、1989年のベルリンの壁崩壊を象徴とする東欧政治体制転換を「市民革命」とする日本のマスコミや研究者に阿諛追従しなかった。社会主義のモデルとしてでなく東欧の国際システムとしてブレジネフ体制を肯定的に評価した。

## 著書
- 『ハンガリー事件と日本 1956年・思想史的考察』中公新書 1987　現代思潮新社 2003
- Kodzsima Rió, Modernség peremén : összehasonlító tanulmány a magyar és japán agrárradikalizmusról,Kossuth Lajos Tudományegyetem Kiadó,1997 [ISBN: 963-472-175-3]
- 『ハンガリー知識史の風景』風媒社 2000
- Rio Kodžima,Straipsnial, paskaitos, interviu Lietuvoje,Strofa,2001 [ISBN: 998-675-144-6]
- 『思想のマルチリンガリズム』小島亮コレクション 1 現代思潮新社 2004
- 『白夜のキーロパー』小島亮コレクション 2 現代思潮新社 2004
- 『中欧史エッセンツィア』中部大学ブックシリーズACTA 2007
- Rio Kodžima.Tarpkultūrinių ryšių ir lyginamosios intelektinės istorijos takoskyra : straipsnių rinkinys,Vytauto Didžiojo universitetas,2019 [ISBN:978-609-467-410-5]
- 『生駒新聞の時代-山﨑清吉と西本喜一-』吉田伊佐夫共著）風媒社　2021
- 『青桐の秘密~歴史なき街にて-』小嶋太門,小嶋十三子共著）風媒社　2021
- 『星雨の時間帯~近代日本知識史論集~』風媒社　2022
- 『モスクワ広場でコーヒーを　小島亮中東欧論集 2001-2022』風媒社 2022
- 『ブダペストの映画館-都市の記憶・1989年前後-』（『ハンガリー知識史の風景』の増補版）風媒社 2023

### 編書
- 『奴隷の死 大池文雄著作集1954-61』編 ぺりかん社 1988
- Multikulturalizmus,Kossuth Lajos Tudományegyetem Szociológiai Tanszéke,1997 [ISBN:963-472-218-0]
- 『留学は人生のリセット 13人の寄り道ファイル』木村俊一共編 平凡社 2000
- 『福本和夫の思想 研究論文集成』編 こぶし書房 2005
- 徳永康元 『ブダペストの古本屋』解説　ちくま学芸文庫 2009
- 『福本和夫著作集』全10巻 石見尚,清水多吉,八木紀一郎共編 こぶし書房 2008-11
- 『学問の森へ 若き探求者による誘い』岩間優希,栃井裕美,平井芽阿里,影浦順子著 小島編 中部大学ブックシリーズACTA 2011
- 『伽藍が赤かったとき-1970年代を考える-』田口富久治,諏訪兼位,岩間優希,影浦順子,竹川慎吾と共著　中部大学ブックシリーズACTA 2012
- 『ただ限りなく発見者−大池文雄著作集』 風媒社 2016
- 『批評』復刻版　風媒社 2016

## エピソード
高校時代に生駒市の『生駒新聞』紙上で金鵄発祥の神話を地元の伝説に安逸に関係づけた『生駒市誌』を批判、「生駒市誌論争」と呼ばれた。後年の整理では日本書紀にのみ記述される金鵄の「鵄」は「トビ」でなく当時の用法で「怪鳥」と理解するべきであり、古事記に記載がないのは大陸アジアの正統性神話を真似た対外宣伝用の創作が国内には説得性を持たなかったと把握。この時期に高山八幡宮宮司で地方史研究者でもあった山崎清吉に師事する。
東大研究生時代に後年、盧武鉉政権の副総理となる尹徳弘らと英文資本論研究会を行う。この時期に目黒区上目黒の夏樹静子の娘時代の旧家の一室を間借りしていた。ハンガリー時代の親友はゲルゲイ・アティッラやチョバ・ユディット、さらにシュリ＝ザカル・イシュトヴァーンに親しく師事した。ハーヴァード大学ではロバート・モアハウス、メアリー・ホワイトと研究室をシェア、マサチューセッツ大学のポール・ホランダーとハンガリー語で語り合った経験を持つ。リトアニア時代の友人にビルーテ・マールなどがいる。
1989年のハンガリー政治体制転換の画期的事件、6月16日のブダペスト英雄広場で開催されたナジ・イムレ再葬儀、汎ヨーロッパ・ピクニックの導火線となった6月19日のオットー・フォン・ハプスブルクのコシュート・ラヨシュ大学講演などの現場に居合わせた。ナジ・イムレの再葬儀ではまだ若手活動家だったオルバーン・ヴィクトルの演説を目前にして聴いた。チャウシェスク時代にトランシルヴァニアからルーマニアを度々旅行し、クルジュ＝ナポカではアキム・ミフに、ブカレストではヘンリ・ストールに会った。ヘンリー・キッシンジャーのハンガリー国会演説にも列席した。ウプサラ大学でスウェーデン語を学んでいた1992年に無名時代のミカエル・ハフストロームのデモフィルムに役者出演、さらにレイキャヴィクのサマー・スクールに参加していた1994年、作家デビュー以前の映画批評家時代のアーナルデュル・インドリダソンと映画について語り合った。ヴィリニュスに住んでいた頃、傾倒するタルコフスキーの映画作品惑星ソラリスの主演男優ドナタス・バニオニスと会ったこともある。
人生最大の恩人として粕谷一希と西川正雄に深謝を表し、最高の教師としてセケレシュ・メリンダをあげている。
中部大学では畑中幸子、川端香男里、長島信弘、高山智、堀内勝、立本成文、内藤誠、井上輝夫、鷲見洋一、山本有造などと同僚となり、さらに特任教授として在籍していた武者小路公秀、加藤秀俊、河合秀和、佐々木力らとも交遊する。学術雑誌『アリーナ』は「往年の東大駒場を一回り小さくしたかのような「知のアゴラ」を記録に留めたい」として、小島によって創刊され編集された。
リトアニアを訪問した最初の日本人の一人が福沢諭吉であった事実を実証した論考はとても著名で、リトアニア・日本双方の在外公館サイトでもしばしば紹介されている。
文学作品や東欧映画の批評も書き、ハンガリー映画君の涙 ドナウに流れ ハンガリー1956の字幕監修を担当した。コソヴォ紛争をテーマにしたレンディタ・ゼチライの2019年カルロヴィ・ヴァリ国際映画祭プレミア招待作品『アガの家』（Shpia e Agës 2019）にはプロデューサーとして名前を連ねている。
レンディタ・ゼチライの絵画作品集 の解説を担当、ユルギータ・ゲリカイテの画集序文を執筆した。アマチュア画家のマリア・ディミトロヴァの才能を見出し、作品集も編集し解説を執筆した。 友人のモンゴル人美術史家ウランチメグ・ツルテムの東京留学時代の面影を小島はエッセイに書いたこともある。
まだアイドル時代の薬師丸ひろ子を分析した先駆的エッセイや夭折した本田美奈子に捧げた本格的論考も執筆している。
エッセイにおいて旧体制のイコニックな場所として度々言及され、論集のタイトルにも採用されたモスクワ広場とはモスクワの赤の広場でなく,現在セール・カールマーン広場と改名されたブダペストの地名である。
東欧料理とワインを愛するも、和菓子が大嫌いで「和菓子を強要されたなら武器をもって戦う」と周囲にも公言している。

## 「イムジン河」についての解釈
ザ・フォーク・クルセダーズの歌唱により知られているイムジン河について小島は、従来と異なる解釈を示した。
1. イムジン河、つまりリムジンガンは北朝鮮の同時代の歌謡からは隔絶した楽曲であり、その先行作も後継作も皆無である。ウィキペディアのイムジン河に既述のように、この曲のみが孤高の存在であって、しかも長らく隠匿されるか、少なくとも公然と歌われていなかった。この経緯は、リムジンガンの作られた1956-8年の北朝鮮の文化状況に出現した「間隙」と関係する。スターリン批判以降のソ連の雪解け期に、スターリン時代ではあり得なかった「大衆歌謡の復権」が行われ、一瞬であるが北朝鮮にもその自由の風が吹き込んだ。北朝鮮は、朝鮮戦争勃発以前からソ連に留学生を派遣していて、ソ連文化は公式イデオロギーでもあった。そのソ連本国から「新しい歌」が流れてきたのである。
2. 北朝鮮の音楽関係者は、幼稚な中国の革命歌などには辟易していた。中国で1957年に作られた社会主義は好いなどは戦前にモダニズムに触れ、しかも服部良一の日本歌謡の影響を深く受けていた北朝鮮の文化人には屈辱であった。折も折、奇跡のような楽曲がソ連で作られた。モスクワ郊外の夕べである。この曲は1955年に作られ、第１回スパルタキアード記録映画のテーマミュージックになり、1957年の世界青年学生祭典で好評を博して以降、あっという間に社会主義世界の「自由の息吹」となった。スターリン時代の終焉と自由精神の発露を中国を含む社会主義世界にもたらしたのである。
3. リムジンガンが1957~8年に作られたのはこのモスクワ郊外の夕べの登場によって、プロパガンダ楽曲でない叙情的な歌謡が北朝鮮の政権によっても受容されると考えられたためである。ドラフトは以前から制作されていた可能性もあるが、少なくとも公表できたのはソ連の雪解けとそれを象徴するモスクワ郊外の夕べの出現以外には考えられない。
4.叙情的な風景と私的感慨を表現するために、北朝鮮の音楽家にはモデルとすべき楽曲があった。植民地時代に聴いていた服部良一の歌謡である。なんと リムジンガンは正しく服部の蘇州夜曲の音楽的作法に従っている。すぐさまこの秘密を察知したのは金日成本人の可能性もある。金日成は李香蘭の熱狂的ファンで、抗日パルチザン時代に身分を隠して満州の映画館に李香蘭の映画を見に行っていた（→山口淑子）。金日成を筆頭とする北朝鮮指導者はリムジンガンの魅力に引き入れられながら、同時にこの楽曲の醸し出す文化的メッセージの危険性を嗅ぎ取ったと推察する。実に北朝鮮の文化政策によって超克せねばならない対象そのものであったからである。
なおソ連ではモスクワ郊外の夕べを皮切りに政治的イデオロギーから離れた市民の喜怒哀楽を表現するエストラーダ楽曲が定着し、この流れはAOR的な楽曲の受容と創造にも結びつく。ヴォーカル・インスツルメンタル・アンサンブルというソ連版グループサウンズも公認され、西欧の60年代ポップとソ連のエストラーダ楽曲はパラレルワールドを形成したのである。政治的課題に文化を従属させる音楽的ジダーノフ批判のシンボルこそモスクワ郊外の夕べであった。
北朝鮮はスターリン批判に困惑を覚える一方、朝鮮戦争に軍事援助した中国が、同じくスターリン批判後、ソ連から距離を取り始めたこともあって、北朝鮮ではこの流れは阻止され、エストラーダの形成は頓挫した。小島の論考のタイトルが「夭折のエストラーダ」と題された所以である。
5. リムジンガンをプロパガンダに近いという北山修の見解は間違っている。歌詞中唯一の社会主義的言辞である「協同畑」は中性的記号であっても具体性を欠く。同時代の北朝鮮は農場の協同化をさほど重視してもいなかったし、1957年に始まる千里馬運動では、急激な工業化を課題にしていた。そもそも1950年代に韓国よりも北朝鮮の方が経済的には遥かに豊かであった。農村地域の広がる韓国は貧困に喘ぎ、1960年代のセマウル運動によってようやく農村近代化に成功し、漢江の奇跡につながる。北朝鮮も青山里方式のように中国の人民公社をモデルにした協同農場を政策化したのは1960年である。北山は1960年代後半とリムジンガンの作られた1950年代中後期を混同している。歌詞の理解も歴史に即さないといけない。
6. 実際の臨津江（リムジンガン＝イムジン河）は南北朝鮮の分断線ではく、ソウル近くまで北から南に向かって流れゆく河川である。リムジンガンの歌詞は、正しく北朝鮮からソウルに向かって流れる川を水鳥が自由に行き交う情景を謳っている。つまり38度線を隔てて南北が断絶した状況をこの楽曲は抒情的に表現しているわけでなく、脱南者であった朴世永（作詞家）がソウルなど京畿道への望郷を歌っているのである。そしてその歌詞は戦前に上海でモダニズムの洗礼を受けた高宗漢（作曲者）による服部良一風の楽曲にマッチして日本の植民地時代を思い出すような完成を見てしまったのである。
7. 北朝鮮で長らくこの曲が禁止または政治的に忘却された理由はそのためである。逆に日本人が「懐かしい」思いをイムジン河に抱くのも同じ理由による。そして中ソ論争が始まると北朝鮮が文化的に自由化を阻止し、中国と歩調を合わせソ連の文化の影響を断ち切る。こうしてリムジンガンは「禁じられた楽曲」となってしまった。ちなみにモスクワ音楽院のアレクサンドル・アレクサンドロフの手が入っているらしき愛国歌 (朝鮮民主主義人民共和国)、作詞はリムジンガンの朴世永）もこの時期に表舞台から消え去った。さらに文化大革命の時期に中国の青年から北朝鮮の独裁批判が高まると、中国と距離を取り、北朝鮮は主体思想なるものを作り上げた。歌謡好きの金正日が実権を掌握するまで、北朝鮮は歌謡全般に冬の時代が訪れる。1992年の口笛 (朝鮮歌謡)の電撃的登場までは、北朝鮮ではプロパガンダ楽曲しか存在は許されなかった。リムジンガンも遠い過去に封印された「敵性楽曲」となって忘却されたのである。
8. 日本の朝鮮学校では北朝鮮政治文化史の文脈を離れて、「祖国統一」を思慕する抒情歌として歌われた。そもそも1960年代末まで朝鮮総連(在日本朝鮮人総聯合会)も一枚岩でなく、戦後の世代は日本の同時代の文化状況の中で育った人も多かった。松山猛が出会ったのは、こうした背景による。そして松山猛も直感したように、この楽曲は日本人の心の琴線に触れる名曲であり、キム・ヨンジャが「この曲は日本で愛されている」と体感した通りであった。それは近代日本人にとってのキラーモードで作られていたからである。（このウィキペディアのイムジン河に論及されるようにリムジンガンと松山猛の採譜したイムジン河では若干の相違を有する。）
9. 小島はザ・フォーク・クルセダーズ版のイムジン河の歌詞の方がリムジンガンよりも政治的プロパガンダの色彩が濃いと指摘する。原詞には存在しない「誰が祖国を二つにわけてしまったの」の「誰」は1960年代末の文化的コンテキストで明白に「アメリカ帝国主義、韓国軍事独裁政権、日本独占資本」を含意する。こうしたレトリックは岡林信康や加川良など同時期の反戦フォークの言語戦略のルーティンでさえある。アメリカはベトナム戦争の渦中にあり、朴正煕時代の韓国は最悪の軍事独裁国家と日本では捉えらていた。日本の保守政治や独占資本は同時代の大学紛争、全共闘などの打倒相手以外の何者でもない。ザ・フォーク・クルセダーズは、まさにこの時代の子であった。
この見解のキーとなっているソ連のエストラーダについて小島は「エストラーダ─ソ連歌謡史に輝いた赤くない星」（『モスクワ広場でコーヒーを』風媒社、2022年）で詳しく述べている。

## 「百万本のバラ」についての解釈
加藤登紀子のカバーで日本でも有名な百万本のバラについても小島は、新たな解釈を述べている。
1. マルガリータの実在の可否はこの楽曲と無関係である。そもそもラトビア語の原詞は「おばあさん（私の母）が私にいろいろ世話をしてくれたけれど、母となった私はあなた（娘）にはなにもやってあげられない」と謳っているだけである。ニコ・ピロスマニの事績はロシア語歌詞のオリジナルであって、ラトビア語の原作に遡及させて論じてはいけない。原詞には存在もしていないジョージアの民族的悲劇をこの楽曲に読み込むのは、最初から荒唐無稽な錯覚である。
そもそもラトビアで元歌が1981年に製作された時期は、まだラトビアのナショナリズムはソ連への抵抗原理として形成していなかった。こうした状況で元歌から「大国への小民族の従属」の悲劇を読み取るのはお門違いでもいいところである。
歴史的にラトビアはソ連への憎悪は必ずしも明示的には出にくく、そもそも1980年代前半にラトビア・ナショナリズムをソ連が抑圧したような事実はない。この点、独立自主管理労働組合「連帯」の台頭した同時代のポーランド情勢などとは全く違うのである。バルト三国でも、1972年にリトアニアのカウナスでの大規模な抗議運動が起こったのが唯一の例外である。この事件も与ってソ連はバルト三国を経済的にも優遇し、ゴルバチョフ時代の経済的苦境によってこれが破綻する。1980年代末のラトビアを含むバルト三国でのナショナリズム高揚はソ連の経済的破綻と関係する。
ラトビア語の元歌の歌詞は素直に「シングルマザーの悲哀」を嘆じている。まさに1980年代になるとラトビアの離婚率は50％に近づき、「シングルマザー」問題こそ最大の社会的テーマになっていた。元歌は、若くして母となってしまったシングルマザーが、わが身の不甲斐なさを後悔する女歌である。しばしば娘役の女子とのでデュエットによってラトビア語の元歌が歌われた所以である。
2. ところがこの歌詞をロシア語にそのまま訳すると、意想外な政治的意味合いを生じてしまう。アフガニスタン戦争でのソ連兵の死者、自分の息子を喪失した母親の悲哀の歌に転じかねないのである。この歌を提案されたアーラ・プガチョワは「暗い歌」と認識し、最初は歌引き受けるのを躊躇したのもこのためである。
そうした「政治的」逸脱を抑止するためロシア語の作詞者アンドレイ・ヴォズネセンスキーは巧妙な戦術を練った。まず女歌を男歌に転じ、主人公をシングルマザーから片思いの独身男性に変えてしまった！さらにラトビア語の元歌には存在しなかったニコ・ピロスマニの逸話を滑り込ませた（実際にはこれだけでなく、いくつかの詩作からインスピレーションを得たようだ）。このように、マルガリータの在否は言わずもがな、ニコ・ピロスマニさえもこの歌に一切本源的な関係を持たないのである。あえて言えば、こうしたジョージアの昔語りにフィクションする作為を通じて、ロシア語の歌詞から「政治的逸脱性」を抜き去ったのであり、ジョージアの民族的悲劇をレトリックに採用したわけではない。ちなみにニコ・ピロスマニがジョージア・ナショナリズムと結び付けられるのはソ連崩壊後の1990年代中期である。ロシア語ヴァージョンの作られた時期でも素朴派画家としてその名は知られていた。
3. アンドレイ・ヴォズネセンスキーもロシア語の歌い手アーラ・プガチョワもソ連の体制派大衆芸術家であり、いかなる意味においても反体制ではない。日本に例えれば阿久悠と筒美京平の楽曲を美空ひばりが歌っているような黄金コンビの姿である。ソ連版歌謡曲とその担い手たるエストラーダは、日本の歌謡曲と同じく社会的プロテストには興味はなく、あくまでも一個人の人生の喜怒哀楽を表現する。1960年代以降にソ連社会（ラトビア、ロシアを含め）に登場した「ソ連市民」の生活実態は、日本の団地やマイホーム時代の状況に酷似している。この「ソ連市民」のための歌謡を歌った担い手たちこそエストラーダと呼ばれ、アーラ・プガチョワはその女王、つまり美空ひばり的存在である。ロシア語の百万本のバラこそは、もっとも成功したエストラーダ楽曲に他ならない。
4. アーラ・プガチョワがこの楽曲を歌う時のパフォーマンスはとても象徴的である。彼女は、楽曲を熱唱するのでなく、距離を置いてコメントをするかのようなコケティッシュなジェスチャーを常用する。男歌に転じた百万本のバラであるにもかかわらず、あえて女性的な表情を作為し、一人称でなく三人称を仮構するかのように見える。これは歌詞のアネクドットを中性化するための身体的戦術である。実際にアーラ・プガチョワによって「暗い歌」ではなく、「仕方ないわね、人生は」というメッセージに転じた。ソ連各地で百万本のバラが溺愛されたのは、日本の演歌と同じような機能を果たしたからである。
5. 外国でのレセプションの多様性も注目すべきである。例えばハンガリーでもこの楽曲はマジャール・ロージャの歌唱である程度流行したものの、ハンガリー民謡に化けてしまった。日本で百万本のバラのラトビア語元歌は言わずもがな、ロシア語ヴァージョンからも「脱構築」され「大国に支配された小民族の悲哀」に変容を遂げたのは、元歌とは無関係な特殊日本の文化・社会的事情である。加藤登紀子というプロテスト・ソングの身体性を持った歌手によって歌われた事情もこの日本的変容に関係していた。
このような見解を発表して、小島は旧来の通念への再検討を試みた。